# كوينتانار دي لا سايرا
بلدية كوينتانار دي لا سايرا (بالإسبانية: Quintanar de la Sierra)‏, هي إحدى بلديات مقاطعة برغش, التي تقع في منطقة قشتالة وليون, والتي تقع في شمال غرب إسبانيا.
يبلغ عدد سكانها 1.944 نسمة وفقاً لإحصائية سنة (2002).